# Centre commercial Mols (Riga)
Pour les articles homonymes, voir Mols.
Mols est un centre commercial situé dans le voisinage Maskavas forštate de  la banlieue de Latgale à Rīga en Lettonie.

## Présentation
Le centre commercial Mols est situé au 46, rue Krasta iela. 
La centre occupe une superficie de 35 000 m2.
Il abrite 120 commerces sur 24 600 m2. 
C'est l'un des premiers centres commerciaux multifonctionnels de Lettonie.

## Transports
Le centre dispose de 987 places de stationnement. 
Le centre commercial est desservi par :
- Bus : 12, 34
- Tramway : 7

## Propriétaires
Le centre a été rénové en 2002.
En 2010, Linstow Center Management, a acheté le centre, alors en développement.  
En décembre 2023, Mols a été racheté à Citra Development, propriété de Signet Bank (lv), par la société F 8, dont la direction est également liée à la chaîne de supermarchés Mego (lv).
Le propriétaire de F 8 est Mihail Shulik.